# IEEE西澤潤一獎
IEEE西澤潤一獎章（英語：IEEE Jun-ichi Nishizawa Medal），是一個2002年開始由電機電子工程師學會（IEEE）頒發的榮譽獎項，表彰「對材料與設備科技的突出貢獻，包括實際應用面」的人物。此一獎項為紀念日本微電子之父、日本東北大學第17屆校長西澤潤一教授而設，他是光通信與半導體器件的先驅，對雷射、PIN二極管和電力用的靜電感應晶閘管都有重要創新。
獎項每年頒發一次，可由1人或1人以上獲得，獎勵領域以材料科學、設備技術為限。
日本電力會社協會是獎項的贊助者。

## 歷年得主
- 2020: Paul Daniel Dapkus
- 2019: Yasuhiko Arakawa, Pallab Bhattacharya, and Dieter Bimberg
- 2018: 乔·C·坎贝尔（英语：Joe C. Campbell）
- 2017: 鄧青雲, 史蒂芬·R·福雷斯特（英语：Stephen R. Forrest）, 马克·E·汤普森（英语：Mark E. Thompson）[1]
- 2016: 江刺正喜（日语：江刺正喜）[2]
- 2015: 迪米特里·安东尼亚迪斯（英语：Dimitri Antoniadis）[3]
- 2014: 弗兰兹·拉尔默（英语：Franz Laermer）[4],安德烈亞·厄本（英语：Andrea Urban）[5]
- 2013: 林本堅[6][7]
- 2012: 马克·T·波尔（英语：Mark T. Bohr）[8], 羅伯特·S·趙（英语：Robert S. Chau）[9], 塔希尔·加尼（英语：Tahir Ghani）[10]
- 2011: 伯納德·萊希納（英语：Bernard Lechner）, T·彼得·布羅迪（英语：Peter Brody）, 羅方禎[11]
- 2010: 理查德·M·斯萬森（英语：Richard M. Swanson）[12]
- 2009: 胡正明
- 2008: 沃爾夫岡·赫爾弗里希（英语：Wolfgang Helfrich）, 馬丁·沙德（英语：Martin Schadt）, 詹姆斯·費格遜（英语：James Fergason）
- 2007: 尼古拉斯·弗蘭斯·德·盧艾傑（英语：Nicolaas Frans De Rooij）[13]
- 2006: 角南英夫[14], 小柳光正[15], 伊藤清男[16]
- 2005: 傑里·伍道爾（英语：Jerry Woodall）[17]
- 2004: 弗雷德里克·迪尔（英语：Frederick H. Dill）[18][19]